# Dedina (Bułgaria)
Dedina (bułg. Дедина) – wieś w Bułgarii, w obwodzie Wielkie Tyrnowo, w gminie Złatarica. W 2024 roku liczyła 34 mieszkańców.